# Ору (Санта-Катарина)
Ору (порт. Ouro)  —  муниципалитет в Бразилии, входит в штат Санта-Катарина. Составная часть мезорегиона Запад штата Санта-Катарина. Входит в экономико-статистический  микрорегион Жоасаба. Население составляет 7876 человек на 2006 год. Занимает площадь 206,229 км². Плотность населения — 38,2 чел./км².

## Статистика
- Валовой внутренний продукт на 2003 составляет 105.076.576,00 реалов (данные: Бразильский институт географии и статистики).
- Валовой внутренний продукт на душу населения на 2003 составляет 13.610,96 реалов (данные: Бразильский институт географии и статистики).
- Индекс развития человеческого потенциала на 2000 составляет 0,828 (данные: Программа развития ООН).